# 華嵒
華嵒（1682年11月5日—1756年冬），字德嵩，更字秋岳，號新羅山人、東園生、離垢居士，福建上杭白砂里人。清代畫家。

## 生平

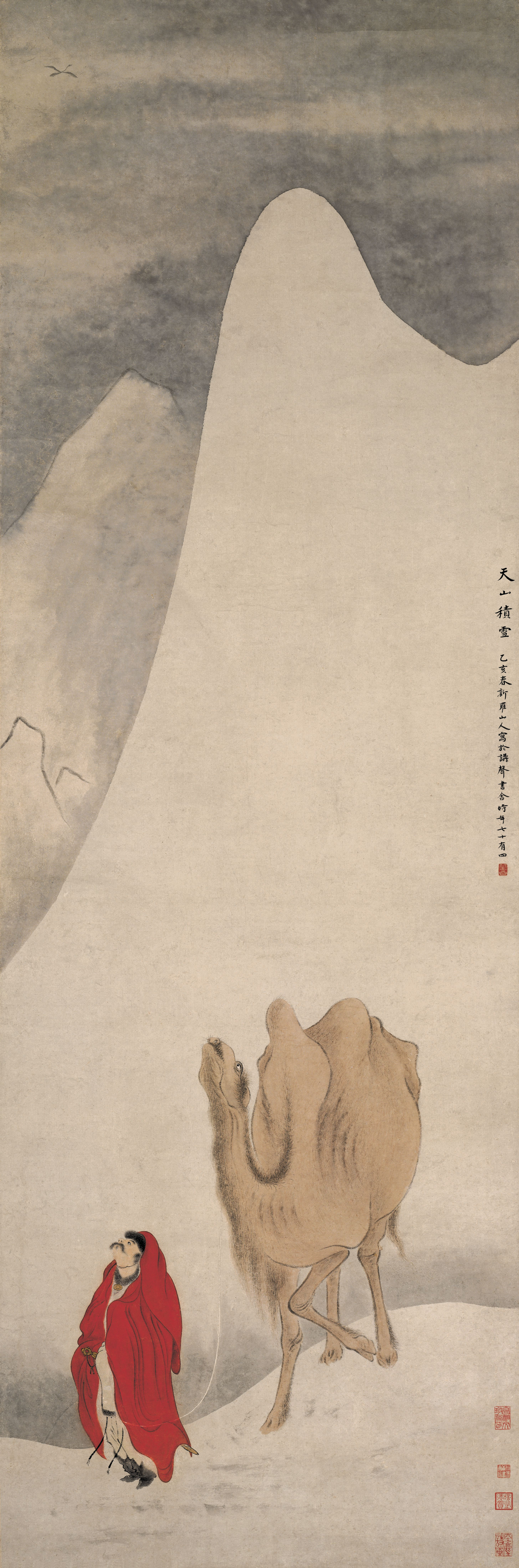
華嵒《天山積雪圖》

少年家貧，早年在造紙坊當學徒。喜愛繪畫，勤奮好學，康熙四十二年（1703年）華氏家族重建祠堂，曾因替正廳畫壁畫，鄉紳看不起他，群起反對，最後偷自進祠堂，畫上“高山云鶴”、“水國浮牛”、“青松懸崖”和“倚馬題詩”四幅畫，憤而離鄉背井。不久寓居杭州，與當地名人徐逢吉、蔣雪樵、吳石倉、厲鶚等人友好，在詩文和繪畫，均有所成就。曾遊歷了熱河、泰山、廬山等名山勝跡，擴展胸懷。雍正十年（1732年），定居揚州，以賣畫為生，於山水、花鳥、人物無一不精，時人稱“領異標新，窮神盡變”。與金農、李鱓、員燉、鄭燮、丁皋、程兆熊等有往來。
畫風早年受惲壽平影響，後師法朱耷和石濤。张庚 (清代)《國朝畫征錄》評為“脫去時習，而力追古法，不求妍媚，誠為近日空谷足音”。一生貧困，金農在《畫竹題記》提到：“汀洲華嵒秋岳，……嘗畫蘭草紙卷，卷有五丈者，一炊飯頃便能了事，清而不媚，恍聞幽香散空谷之中，…… 余恨不能踵其后塵也。”。老年自稱為「飄篷者」。乾隆十七年（1752年），回到杭州舊居“解弢館”。乾隆二十一年卒，有《離垢集》5卷。

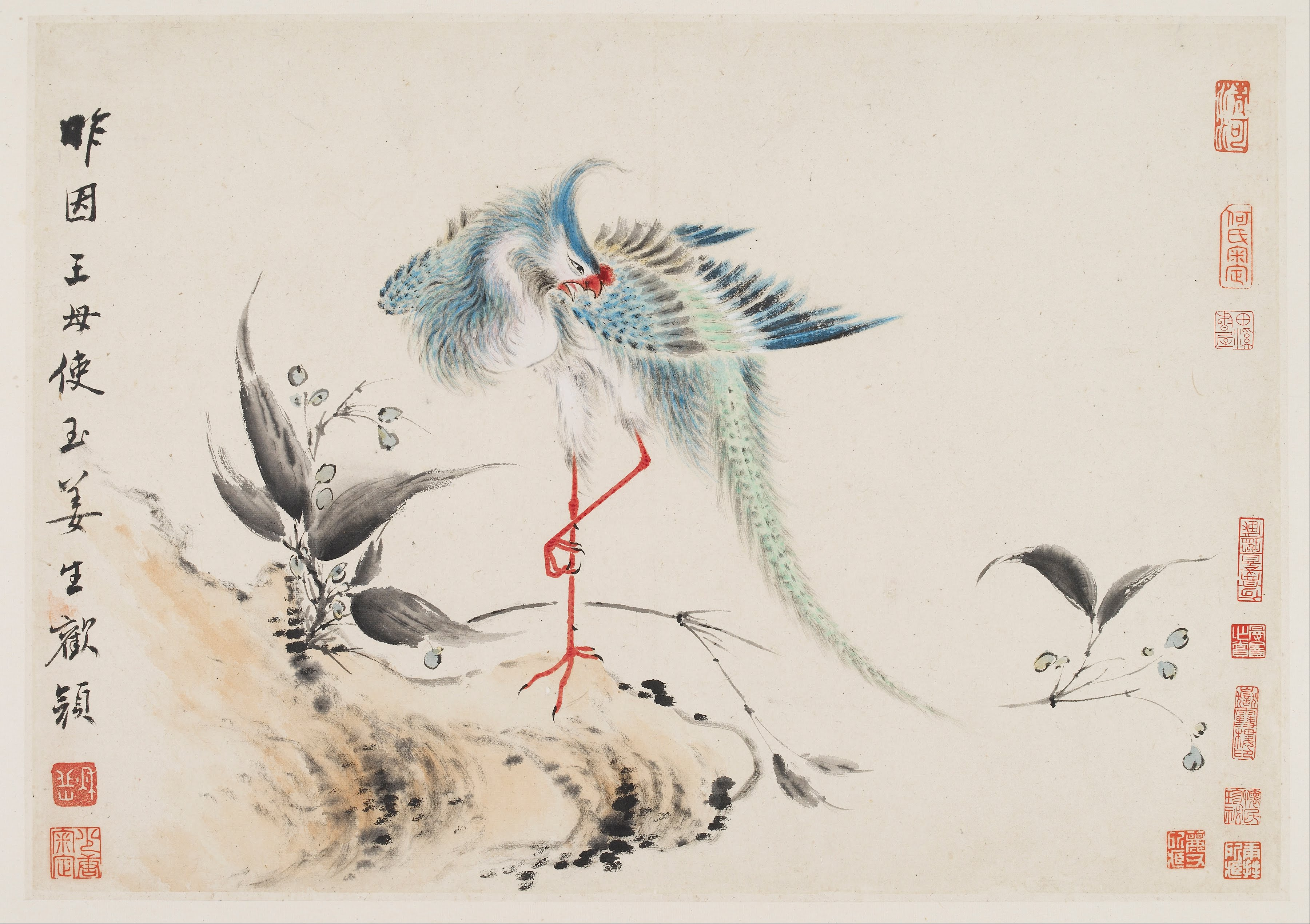
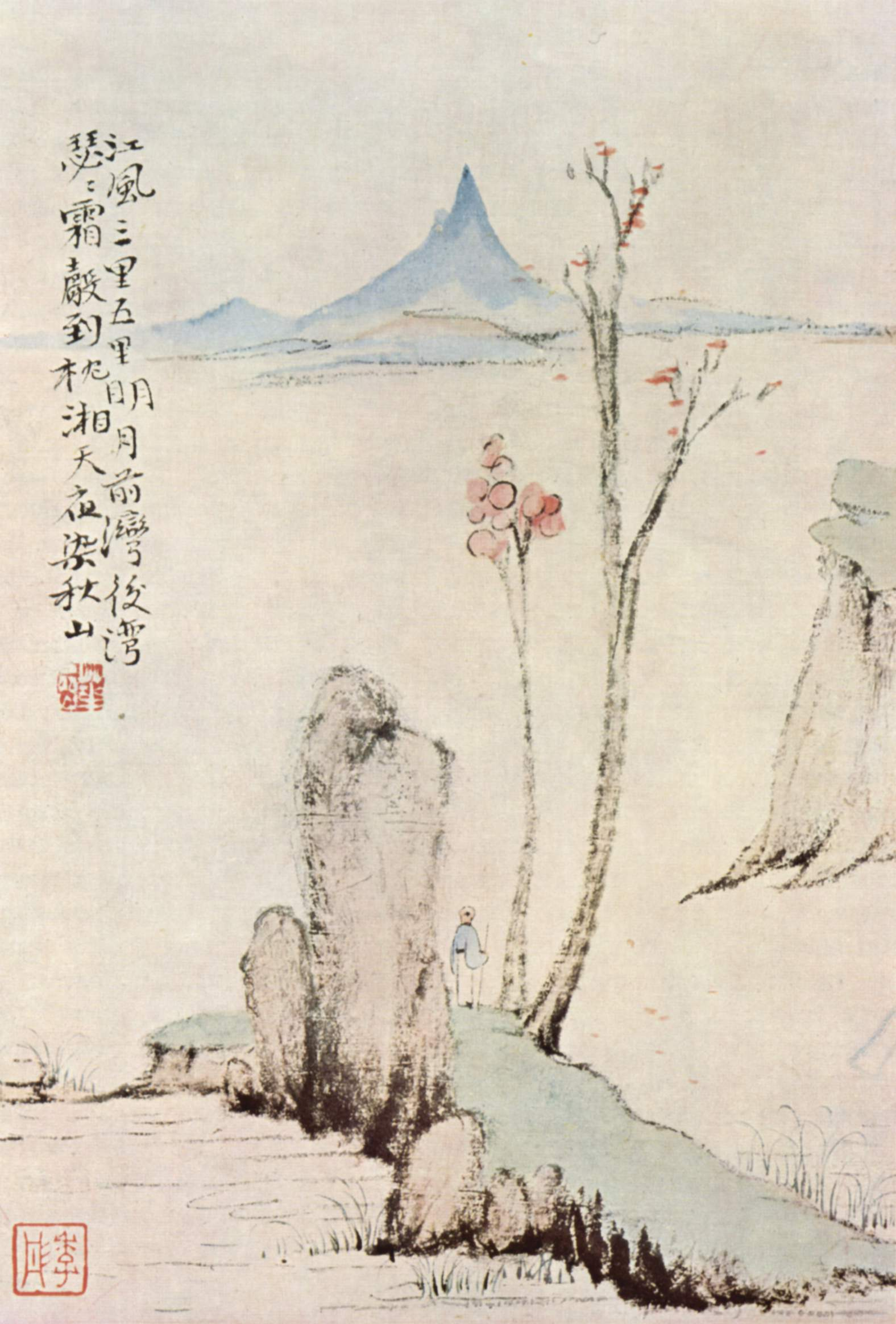

## 延伸阅读
[在维基数据编辑]
 《清史稿·卷504》，出自趙爾巽《清史稿》
 在维基共享资源阅览影像